# Emily Blunt
Emily Olivia Laura Blunt (Londres, 23 de fevereiro de 1983) é uma atriz britânica, naturalizada norte-americana.
Após interpretar papéis na televisão britânica, Blunt ganhou sucesso internacional pelo seu papel na comédia O Diabo Veste Prada (2006), onde atuou ao lado de Meryl Streep e Anne Hathaway. No mesmo ano venceu o Globo de Ouro de Melhor Atriz Coadjuvante em Televisão pela minissérie Gideon's Daughter. Ganhou notoriedade ao estrelar diversos filmes de ação que lhe renderam elogios da crítica e do público como Sicario (2015), Looper: Assassinos do Futuro (2012) e No Limite do Amanhã (2014). Recebeu aclamação da crítica ao interpretar a Vitória do Reino Unido no drama A Jovem Vitória (2009), pelos suspenses A Garota no Trem (2016) e Um Lugar Silencioso (2018), o segundo dirigido por seu marido John Krasinski, e pelos musicais Caminhos da Floresta (2015) e O Retorno de Mary Poppins (2018), ambos em parceria com o diretor Rob Marshall.
Recebeu indicações a diversos prêmios importantes. Como atriz coadjuvante, foi indicada ao BAFTA pelo seu desempenho em O Diabo Veste Prada e venceu o Screen Actors Guild Award por Um Lugar Silencioso, tornando-se a primeira interpretação a vencer o prêmio sem uma indicação ao Oscar. Recebeu mais duas indicações ao Screen Actors Guild como atriz principal por A Garota no Trem e O Retorno de Mary Poppins. Por Poppins recebeu ainda indicações ao Globo de Ouro — Melhor Atriz (Comédia ou Musical) além de duas indicações ao Critics' Choice Movie Awards. Foi ainda indicada na mesma categoria no Globo de Ouro por Caminhos da Floresta e pela comédia dramática Amor Impossível (2014), e na categoria Melhor Atriz (Drama) por Jovem Victoria. Em 2023 foi aclamada pela intepretação de Katherine Oppenheimer no filme biográfico de Christopher Nolan,  Oppenheimer, recebendo sua primeira indicação ao Oscar na categoria melhor atriz coadjuvante, assim como indicações para o Screen Actors Guild Award, BAFTA, Globo de Ouro na mesma categoria, assim como diversos outros prêmios críticos, vencendo SAG Awards de Melhor Elenco em Cinema junto com o restante do elenco.

## Biografia
Emily Blunt nasceu a 23 de fevereiro de 1983 em Roehampton, Londres, Inglaterra. Ela é a segunda de quatro filhos de Janice M., uma professora de Inglês e ex-atriz e Oliver Simon Peter Blunt, um dos advogados de maior destaque no Reino Unido. O seu tio paterno é Crispin Blunt do Partido Conservador.

## Carreira
Emily Blunt estreou nos palcos contracenando com Judi Dench, na produção de sir Peter Hall para The Royal Family, no Haymarket Theatre Royal.
Seu desempenho na peça lhe deu o Evening Standard Award de melhor atriz revelação. Logo após, estreou numa produção premiada de Richard Eyre no National Theatre e em Romeu e Julieta.
Na televisão, Emily contracenou com Bill Nighy e Miranda Richardson em Gideon's Daughter e The Strange Case of Sherlock Holmes & Arthur Conan Doyle, da BBC, e em Empire da ABC. Estrelou como Catherine Howard, contracenando com Ray Winstone, na minissérie de Pete Travis, Henry VIII (Masterpiece Theatre), ao lado de Alex Kingston em Boudica, de Bill Anderson, e contracenou com David Suchet interpretando Hercule Poirot, de Agatha Christie. Trabalhou, ainda, na refilmagem de Andy Wilson de Morte no Nilo (da A&E).
Ao atuar no filme My Summer of Love (br: Meu Amor de Verão), interpretando a jovem Tamsin, mostra seus dons musicais, tocando O Cisne, de Saint-Saëns, no violoncelo. O filme foi indicado ao prêmio BAFTA de 2004.

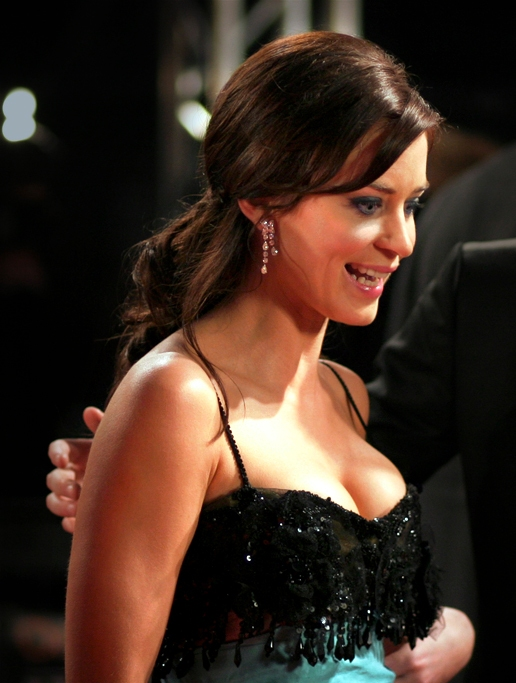
Blunt na British Academy Film Awards (2007)

Em 2006, ao lado de Susan Sarandon e Sam Neill, estreou no filme Irresistible (Identidade Roubada) como Mara.
Ficou conhecida em Hollywood em 2006 após o filme O Diabo Veste Prada (The Devil Wears Prada), no papel da arrogante assistente de Miranda Priestly, Emily Charlton, contracenando com Meryl Streep e Anne Hathaway.
Ganhou, em 2007, o Globo de Ouro de melhor atriz coadjuvante em televisão pelo seu papel de Natasha em Gideon's Daughter. Ainda em 2007, apresentou o Oscar de melhor figurino ao lado de sua colega de elenco, Anne Hathaway.
No filme Wind Chill (br: Estrada Maldita) interpretou o papel principal de uma jovem que resolve pegar carona com um colega da faculdade, mas que acaba saindo de uma forma inesperada. Em Dan in Real Life, Emily atua ao lado de grandes nome como Steve Carrel e Juliette Binoche. No filme The Jane Austen Book Club, Emily interpretou uma jovem professora de francês, Prudie Drummond.
Em The Young Victoria, Emily interpretou a rainha Vitória I do Reino Unido ao lado de Rupert Friend e Miranda Richardson. O filme mostra os primeiros anos de reinado da rainha e seu casamento com Alberto de Saxe-Coburgo-Gota. Ela foi a primeira escolha do diretor Jon Favreau para interpretar Viúva Negra em Iron Man 2, mas com a agenda cheia por causa do filme Gulliver's Travels a obrigou a ceder o papel para Scarlett Johansson.
Em 2010 esteve ao lado de Matt Damon no filme The Adjustment Bureau, no qual interpretou Elise Sellas, uma dançarina de balé. Estava escalada para o filme The First Avenger: Captain America mas recusou o convite. Seu próximo filme será, Salmon Fishing in the Yemen ao lado de Kristin Scott Thomas é Ewan McGregor.
Esteve no filme The Five-Year Engagement, com Jason Segel. Em 2014 ela estrelou ao lado de Tom Cruise o filme Edge of Tomorrow,[carece de fontes?] a adaptação cinematográfica do romance japonês, All You Need Is Kill por Hiroshi Sakurazaka. Blunt estrelou Arthur Newman com Colin Firth.

## Vida pessoal
Emily teve um relacionamento de três anos com o cantor canadense Michael Bublé. O casal, que se reuniu em Melbourne nos bastidores do prêmio de televisão Logie Award em 2005. Eles se separaram em 2008.
Em novembro de 2008, Blunt começou a namorar o ator norte-americano John Krasinski. Em 28 de agosto de 2009, Blunt e Krasinski anunciaram o noivado. Em 10 de julho de 2010, eles se casaram em Como, Itália.
Sua irmã Felicity, que trabalha como agente literária, estava noiva do ator Stanley Tucci desde 2011. Eles se casaram em 2012, Blunt foi responsável pela introdução do casal. Seu irmão Sebastian também é ator.
Blunt quando criança, sofreu de gagueira. Ela disse que um professor da escola no qual ela estudava, a aconselhou lutar contra a gagueira através da atuação. Ela agora tem assento no Conselho de Administração do Instituto Americano para a gagueira. Blunt foi diagnosticada com Transtorno obsessivo-compulsivo.
A 16 de fevereiro de 2014, nasceu a primeira filha do casal, Hazel. A 4 de julho de 2016, nasceu a segunda filha do casal, Violet.

## Filmografia

### Cinema
| Ano  | Título                                                   | Papel                         |        |
| ---- | -------------------------------------------------------- | ----------------------------- | ------ |
| 2003 | A Rainha da Era do Bronze                                | Isolda                        |        |
| 2003 | Henrique VIII                                            | Catherine Howard (telefilme)  |        |
| 2004 | Meu Amor de Verão                                        | Tamsin                        |        |
| 2005 | The Strange Case of Sherlock Holmes & Arthur Conan Doyle | Jean Leckie (telefilme)       |        |
| 2005 | A Filha de Gideon                                        | Natasha (telefilme)           |        |
| 2006 | Irresistível                                             | Mara                          |        |
| 2006 | O Diabo Veste Prada                                      | Emily Charlton                |        |
| 2007 | Estrada Maldita                                          | Garota                        |        |
| 2007 | O Clube de Leitura de Jane Austen                        | Prudie Drummond               |        |
| 2007 | Eu, Meu Irmão e Nossa Namorada                           | Ruthie Draper                 |        |
| 2007 | Jogos do Poder                                           | Jane Liddle                   |        |
| 2008 | Trabalho Sujo                                            | Norah Lorkowski               |        |
| 2008 | A Mente que Mente                                        | Valerie Brennan               |        |
| 2009 | A Jovem Rainha Vitória                                   | Rainha Vitória                |        |
| 2009 | Curiosity                                                | Emma (curta-metragem)         |        |
| 2010 | Matador em Perigo                                        | Rose                          |        |
| 2010 | O Lobisomem                                              | Gwen Conliffe                 |        |
| 2010 | As Viagens de Gulliver                                   | Princesa de Lilliputia        |        |
| 2011 | Gnomeu e Julieta                                         | Juliet (voz)                  |        |
| 2011 | Os Agentes do Destino                                    | Elise Sellas                  |        |
| 2011 | Amor Impossível                                          | Harriet Chetwode-Talbot       |        |
| 2011 | A Irmã da Sua Irmã                                       | Iris                          |        |
| 2011 | Os Muppets                                               | recepcionista de Miss Piggy   |        |
| 2012 | Cinco Anos de Noivado                                    | Violet Barnes                 |        |
| 2012 | Looper: Assassinos do Futuro                             | Sara                          |        |
| 2012 | Meus Dias Incríveis                                      | Mike                          |        |
| 2013 | Vidas ao Vento                                           | Nahoko Satomi (voz em inglês) |        |
| 2013 | The House of Magic                                       | Kayla (voz)                   |        |
| 2014 | No Limite do Amanhã                                      | Rita Vrataski                 |        |
| 2014 | Caminhos da Floresta                                     | Esposa do padeiro             |        |
| 2015 | Sicario                                                  | Kate Macer                    |        |
| 2016 | O Caçador e a Rainha do Gelo                             | Freya/Rainha do Gelo          |        |
| 2016 | A Garota no Trem                                         | Rachel                        |        |
| 2017 | My Little Pony: O Filme                                  | Tempest Shadow (voz)          |        |
| 2018 | Mary Poppins Returns                                     | Mary Poppins                  |        |
| 2018 | Um Lugar Silencioso                                      | Evelyn Abbott                 |        |
| 2021 | A Quiet Place: Part II                                   | Evelyn Abbott                 |        |
| 2021 | Jungle Cruise                                            | Lily Houghton                 |        |
| 2023 | Oppenheimer                                              | Katherine Oppenheimer         | [ 40 ] |

### Televisão
| Ano  | Título                             | Papel              | Notas                            |
| ---- | ---------------------------------- | ------------------ | -------------------------------- |
| 2003 | Foyle's War                        | Lucy Markham       | Episódio: "War Games"            |
| 2004 | Agatha Christie: Poirot            | Linnet Ridgeway    | Episódio: "Death on the Nile"    |
| 2005 | Empire                             | Camane             | Minissérie                       |
| 2009 | The Simpsons                       | Juliet Hobbes      | Episódio: "Lisa the Drama Queen" |
| 2009 | Angelina Ballerina: The Next Steps | Matilda Mouseling  | Voz                              |
| 2018 | La Grande Illusion                 | Ballerina Grunwald | Elenco principal                 |
| 2023 | Mafia da Dor                       | Liza Drake         | Filme Netflix                    |

## Prêmios e Indicações

#### Oscar
| Ano  | Categoria                | Indicação   | Notas    |
| ---- | ------------------------ | ----------- | -------- |
| 2024 | Melhor Atriz Coadjuvante | Oppenheimer | Indicado |

#### Prêmios Globo de Ouro
| Ano  | Categoria                                   | Indicação                   | Notas    |
| ---- | ------------------------------------------- | --------------------------- | -------- |
| 2007 | Melhor Atriz Coadjuvante em Cinema          | The Devil Wears Prada       | Indicado |
| 2007 | Melhor Atriz Coadjuvante em Televisão       | Gideon's Daughter           | Venceu   |
| 2010 | Melhor Atriz em Cinema — Drama              | The Young Victoria          | Indicado |
| 2013 | Melhor Atriz em Cinema — Comédia ou Musical | Salmon Fishing in the Yemen | Indicado |
| 2015 | Melhor Atriz em Cinema — Comédia ou Musical | Caminhos da Floresta        | Indicado |
| 2019 | Melhor Atriz em Cinema — Comédia ou Musical | Mary Poppins Returns        | Indicado |
| 2024 | Melhor Atriz Coadjuvante em Cinema          | Oppenheimer                 | Indicado |

#### BAFTA
| Ano  | Categoria                          | Indicação             | Notas    |
| ---- | ---------------------------------- | --------------------- | -------- |
| 2007 | Melhor Atriz Coadjuvante           | O Diabo Veste Prada   | Indicado |
| 2007 | Rising Star Award                  | Honorário             | Indicado |
| 2009 | BAFTA Los Angeles Britannia Awards | Honorário             | Venceu   |
| 2017 | Melhor Atriz                       | The Girl on the Train | Indicado |
| 2024 | Melhor Atriz Coadjuvante           | Oppenheimer           | Indicado |

#### SAG Awards
| Ano  | Categoria                               | Indicação             | Nota     |
| ---- | --------------------------------------- | --------------------- | -------- |
| 2017 | Melhor Atriz Principal                  | The Girl on the Train | Indicado |
| 2019 | Melhor Atriz Principal                  | Mary Poppins Returns  | Indicado |
| 2019 | Melhor Atriz Coadjuvante                | A Quiet Place         | Venceu   |
| 2023 | Melhor Atriz em Minissérie ou Telefilme | The English           | Indicado |
| 2024 | Melhor Atriz Coadjuvante                | Oppenheimer           | Indicado |
| 2024 | Melhor Elenco em Cinema                 | Oppenheimer           | Venceu   |